# St. Corona am Wechsel
St. Corona am Wechsel est une commune ainsi qu'une station de ski de taille moyenne, situées dans le sud du Land de Basse Autriche en Autriche.
Le domaine skiable est situé sur les pentes du mont Kampstein (1 467 mètres). Il est d'un niveau technique relativement peu difficile. Il était en 2008 équipé de remontées mécaniques de conception partiellement archaïque, exception faite du télésiège 4 places Hannesen II. Cela explique sans doute que le domaine skiable soit relativement peu fréquenté. Le télésiège 1 place Kampstein fonctionne également en été, afin notamment de permettre le fonctionnement de la luge d'été (longueur de 850 mètres).
St. Corona est membre du regroupement de stations de ski Skiregion Ostalpen, et coopère avec la station voisine Mönichkirchen pour l'offre de forfaits Wechselland.